# Rica Lewis
Pour les articles homonymes, voir Rica et Lewis.
Rica Lewis est une marque française de jeans fondée par Rica et Charles Lévy en 1928 à Marseille. Elle appartient à la société Rica Levy International dont le siège social se trouve au Broc dans les Alpes-Maritimes.
L'entreprise est rachetée par le groupe familial italien Grim (Gruppo Industria Moda) en 1988 alors que ses fondateurs venaient un an auparavant de déposer le bilan. Les nouveaux actionnaires placent Dominique Lanson à la tête de l'entreprise. Celui-ci déplace en 1989 les bureaux de Rica Lewis dans la zone industrielle de Carros-Le Broc afin de se rapprocher de l'Italie où sont fabriqués les produits. Il engage ensuite la marque dans la grande distribution et axe la communication sur le sponsoring sportif. Outre le marché français, Rica Lewis est aujourd'hui présente en Italie, au Benelux, au Portugal, en Espagne et en Russie.
Juste avant son rachat en 1988, la marque avait un chiffre d'affaires de 2 millions d'euros. En 2000, avec un chiffre d'affaires de plus de 100 millions de francs (15 millions d'euros), Rica Lewis devient numéro un du jeans en France sur le marché de la grande distribution.
En 2002, un chiffre d'affaires de 28 millions d'euros permet à Rica Lewis de conforter sa place de leader sur le marché (10 % de parts de marché). En 2005, le chiffre d'affaires de l'entreprise atteint 35 millions d'euros, avec l'activité à l'international pesant 20 % du total.
En 2019 Rica Lewis se diversifie vers le bricolage avec la gamme Rica Lewis Workwears. Forte d’une vingtaine de références de jeans techniques et de hauts, uniquement dédiées aux hommes, Rica Lewis Workwear s’adresse aux artisans, professionnels, jardiniers ou bricoleurs du week-end.